# Danmarks etymologi
Danskerne blev som etnisk gruppe omtalt allerede i antikken. I det 6. århundrede skrev både den græske historiker Procopius og den gotiske historiker Jordanes om et folk i nord ved navn "danoi" og "dani". På norrønt blev folket i genitiv flertal kaldt "danir", som kan betyde noget i retning af "fladlandsbeboeres". "Daner" er sandsynligvis en afledning af det indoeuropæiske *dhen-, som betyder "flade, fladt bræt".
"Mark" blev på oldhøjtysk og angelsaksisk brugt i betydningen "grænseland". Ordet Danmark betød altså "fladlandsbeboernes grænseland" og kan have været afgrænset til dagens Slesvig, danernes grænseland til tyskerne mod syd. I frankiske rigsårsbøger (Annales Regni Francorum) fortælles det, at frankiske udsendte i år 825 mødte deres konger "på deres mark" (in marca eorum). Det fortælles også, at danerne kom "til marken" (ad marcam) for at angribe sakserne ved floden Ejderen i den nuværende tyske delstat Slesvig-Holsten i år 828.
Af Jordanes får man indtryk af, at danerne tilhørte den gotiske stamme Suetidi og kom fra det nuværende Sverige. De skulle have fordrevet herulerne fra landet. Danerne nævnes ikke af den romerske historiker Tacitus i året 98, mens han nævner goterne (gothones). Da danerne ikke eksisterede i det 1. århundrede, og Jordanes' skildring er rigtig, kan danerne være opstået som etnisk gruppe i det 2. eller det 3. århundrede.
Enkelte ældre kilder antyder, at danerne var identiske med geaterne. Den galloromerske historiker og biskop Gregor af Tours beskrev i det 6. århundrede, hvordan danernes konge Chochilaisus blev dræbt i år 515 under et søslag ved den frankiske kyst. Gregorius kaldte kongens folk for daner (dani), men i Beowulf omtales han som konge over geaterne under navnet Hygelac. I Liber Monstrorum blev han kaldt rex Getarum, og i Liber historiae Francorum rege Gotorum. Problemet med denne identifikation er, at andre kilder som Prokopius og Jordanes skelner mellem geaterne og danerne. Lærde strides om geaternes etniske identitet, og det episke digt Beowulf kan ikke ukritisk bruges som historisk kilde.
Senere kom "mark" til at betegne hele landet, og navnet Danmark blev brugt om alle folk i området, uanset etnisk herkomst.
"Danmark" nævnes første gang på Jellingstenen omkring år 985, mens (Denamearc) nævnes omkring år 890 af nordmanden Ottar i den angelsaksiske krønike Orosius i fortællingen om hans rejse fra Skiringssal i Vestfold til Hedeby. I Alfred den Stores genfortælling fra omkring samme tid – Wulfstan af Hedebys skildring af sin sejlads fra Hedeby eller Slesvig og ind i Østersøen, bliver Langeland, Lolland, Falster og Skåne omtalt som en del af Danmark (Þas land call hyrað to Denemearcan, "alle disse land hører til Danmark"). Lige efter år 908 skrev den østfrankiske krøniker Regino af Prüm om et folk "fra Danmark" (ex Denimarca), som angreb det nuværende Nederland fra nord. I år 965 omtalte et diplom tilhørende Otto I hans bispedømme som beliggende in marca vel regno Danorum. 